# Varola socken
Varola socken (före 1870 även Valora socken) i Västergötland ingick i Kåkinds härad, ingår sedan 1971 i Skövde kommun och motsvarar från 2016 Varola distrikt.
Socknens areal är 32,28 kvadratkilometer varav 32,09 land. År 2017 fanns här 392 invånare.  Kyrkbyn Varola med sockenkyrkan Varola kyrka ligger i socknen.

## Administrativ historik
Socknen har medeltida ursprung.
Vid kommunreformen 1862 övergick socknens ansvar för de kyrkliga frågorna till Varola församling och för de borgerliga frågorna bildades Varola landskommun. Landskommunen uppgick 1952 i Värsås landskommun som upplöstes 1971 då denna del uppgick i Skövde kommun. Församlingen uppgick 2010 i Värsås-Varola-Vretens församling.
1 januari 2016 inrättades distriktet Varola, med samma omfattning som församlingen hade 1999/2000.  
Socknen har tillhört län, fögderier, tingslag och domsagor enligt vad som beskrivs i artikeln Kåkinds härad. De indelta soldaterna tillhörde Skaraborgs regemente, Kåkinds kompani och Västgöta regemente, Kåkinds kompani.

## Geografi
Varola socken ligger sydost om Skövde kring Ösan. Socknen är en odlad slättbygd som omges av skogsmark.

## Byar och hemman
Varola socken består historiskt av nedan listade byar och enstaka hemman. När en by har flera hemman anges också hemmansnumren.
- Alebäcken, by med två hemman (1 Stora Alebäcken och 2 Lilla Alebäcken). Stora Alebäcken finns i jordeboken första gången 1605, Lilla Alebäcken 1627, bägge ursprungligen kronotorp.
- Axtorp, enstaka hemman. En mindre bebyggelse Axtorp har växt fram här.
- Boagärdet, enstaka hemman.
- Boråsen, enstaka hemman, första gången i jordeboken 1627 som en gräsgäld.
- Dunbergshult, enstaka hemman, första gången i jordeboken 1605 som ett kronotorp.
- Hallum, by med två hemman (1 Skattegården och 2 Västergården). Sedan cirka 2015 sker brytning av berg och grus i Hallum,[8] en verksamhet som väckte protester under planeringsskedet.[9]
- Korgatorp, enstaka hemman, första gången i jordeboken 1624 som ett kronotorp.
- Kvarnegården, enstaka hemman, första gången i jordeboken 1600 som ett kronotorp.
- Lanna, by med två hemman (1 Sörgården och 2 Nolgården).
- Liden, enstaka hemman, första gången i jordeboken 1627 som gräsgäld.
- Prästbolet, enstaka hemman (8), första gången i jordeboken 1633, motsvarar det äldre Varola Stom. Numret inräknat i Varola by.
- Päderstorp, enstaka hemman, första gången i jordeboken 1561 som ett kronotorp.
- Svarvaretorp, enstaka hemman, första gången i jordeboken 1627 som gräsgäld.
- Svenstorp, enstaka hemman.
- Tåddestorp, enstaka hemman, första gången i jordeboken 1561 som ett kronotorp.
- Törnestorp, by med ett hemman (1), en tullkvarn (2), en såg (3) och en äng (4).
- Varola, socknens kyrkby med sju hemman (1 Storegården, 2 Skattegården, 3 Lillegården, 4 Gallegården, 5 Nolgården, 6 Snickaregården och 7 Logården) samt en åker (9). Hemman nr 8, se Prästbolet. På nr 9 är Varola nya kyrka byggd. En mindre bebyggelse Varola har växt fram här.

## Fornlämningar
Från järnåldern finns två gravfält, stensättningar och domarringar.

## Namnet
Namnet skrevs 1312 Valoro och kommer från kyrkbyn. Förleden kan innehålla valr, 'rund', då syftande på den nästan runda höjd kyrkan ligger på. Efterleden innehåller ora, 'stenig skogsbacke' här i betydelsen 'höjd.